# ディリクレ分布
ディリクレ分布（ディリクレぶんぷ、英: Dirichlet distribution）は、連続型の確率分布である。ベータ分布を多変量に拡張して一般化した形をしており、そのため多変量ベータ分布とも呼ばれる。ディリクレ分布の確率密度関数は、同時に発生することのない {\displaystyle K} 個の事象がそれぞれ {\displaystyle \alpha _{i}-1} 回発生したときに、各事象の起こる確率が {\displaystyle x_{i}} である確率を与える（ただし、{\displaystyle \alpha _{i}}は整数である必要はない）。つまり、試行の回数が無限大なら各事象の発生の相対頻度は {\displaystyle x_{i}} になるが、試行回数が有限だと、そこにずれが生じる。そのずれを表すモデルである。

## 定義と性質
{\displaystyle {\boldsymbol {\alpha }}=(\alpha _{1},\ldots ,\alpha _{K})} をパラメータ、実数ベクトル {\displaystyle {\boldsymbol {x}}=(x_{1},\ldots ,x_{K})}を確率変数
とするときの{\displaystyle K-1}次ディリクレ分布の確率密度関数は以下の式で定義される。
{\displaystyle P({\boldsymbol {x}};{\boldsymbol {\alpha }})={\frac {1}{B({\boldsymbol {\alpha }})}}\prod _{i=1}^{K}x_{i}^{\alpha _{i}-1}}
ここで {\displaystyle {\boldsymbol {x}}}はK-1次元単体上の点であり、{\displaystyle x_{i}\geq 0}、{\displaystyle \sum _{i=1}^{K}x_{i}=1}を満たす。また、{\displaystyle \alpha _{i}>0} であり、{\displaystyle B({\boldsymbol {\alpha }})} は多変量に拡張したベータ関数で、以下の式で定義される。
{\displaystyle B({\boldsymbol {\alpha }})={\frac {\prod _{i=1}^{K}\Gamma (\alpha _{i})}{\Gamma (\sum _{i=1}^{K}\alpha _{i})}}}
このとき、{\displaystyle x_{i}} の期待値は {\displaystyle {\frac {\alpha _{i}}{\sum _{i=1}^{K}\alpha _{i}}}}、同じく分散は {\displaystyle {\frac {\alpha _{i}\sum _{j\neq i}\alpha _{j}}{(\sum _{i=1}^{K}\alpha _{i})^{2}(1+\sum _{i=1}^{K}\alpha _{i})}}} である。

### 確率密度関数の台
ディリクレ分布の確率密度関数の台はK次元ベクトルxの集合であって、xの各要素が(0, 1)の開区間に含まれ、かつその要素の合計が1になるようなもの集合である。これは、[0,1]の区間を互いに交わらず大きさが0でないK個の集合に分割していると見ることができる。この他の見方として、ディリクレ分布の定義域それ自体が確率密度関数であるというものがある。すなわち、K個の分割それ自体が離散分布であるとする考え方である。このような台を専門的にはK-1次元単体((K-1)-simplex)と呼ぶ。

### 特殊な場合
最も単純な特殊例として対称ディリクレ分布が挙げられる。対称ディリクレ分布においては、パラメータベクトル{\displaystyle {\boldsymbol {\alpha }}}の要素が全て同じ値である。ここで、パラメータベクトルの要素が全てαであるとすれば、対称ディリクレ分布は次の形で書き表される。
{\displaystyle P({\boldsymbol {x}};\alpha )={\frac {\Gamma (\alpha K)}{\Gamma (\alpha )^{K}}}\prod _{i=1}^{K}x_{i}^{\alpha -1}}
仮にα=1であるとすると、ディリクレ分布は(K-1)次元単体上の一様分布になる。